# Grant Golden
Grant Golden est un ancien joueur américain de tennis, né le 21 août 1929 à Chicago et mort le 15 décembre 2018 à Glenview.

## Palmarès
- Tournoi de Cincinnati : finaliste en 1957